# Leitsatz
Ein Leitsatz im Allgemeinen ist ein bestimmender Grundsatz, ein leitendes Prinzip, eine Maxime. Spezieller bezeichnet der Leitsatz in der Rechtswissenschaft eine knappe Zusammenfassung der tragenden Gründe einer gerichtlichen Entscheidung in Satzform. Österreichische Bezeichnung ist eher Rechtssatz; schweizerdeutsches Synonym ist Regeste.
Orientierungssätze stellen demgegenüber häufig einen Kurztext zu der Gerichtsentscheidung dar, der umfassender als die nicht immer leicht verständlichen Leitsätze angelegt ist, dem Nutzer eine Einordnung der Entscheidung bietet und damit Orientierungswissen vermittelt, das von den Leitsätzen einer Entscheidung oftmals nicht präsentiert werden kann.

## Bedeutung im Recht
Eine generelle Verpflichtung zur Abfassung von Leitsätzen besteht nicht. Sofern vorhanden, wird der Leitsatz aber gemeinsam mit der Entscheidung veröffentlicht.
Ein Leitsatz erwächst anders als der Tenor nicht in Rechtskraft, da er nicht Teil der Entscheidung ist, sondern der Entscheidung entnommen wurde und diese selektiv in komprimierter Form zusammenfasst. Er hat aber oft große praktische Bedeutung als Quasi-Richtlinie für die nachgeordneten Gerichte, was insbesondere dann problematisch ist, wenn der Leitsatz nicht hinreichend deutlich macht, dass der in ihm enthaltenen rechtlichen Aussage allein für die entschiedene Fallkonstellation Gültigkeit zukommen soll. Deshalb bemüht sich meist das Entscheidungsorgan, die spezifische Geltung oder die Allgemeingültigkeit des Leitsatzes zu betonen. Während nicht-juristische Kreise den Leitsatz dankbar aufgreifen, um mit seiner Hilfe die wesentlichen Entscheidungsgrundlagen des Urteils zu verstehen, genügt auch häufig der Leitsatz in der juristischen Literatur als Rechtsquelle zur Erläuterung eines bestimmten Sachverhalts. Insoweit ist dem Entscheidungsorgan bewusst, dass der Leitsatz den Zweck verfolgt, als zitierfähige Quelle zu dienen.
Nach der Rechtsprechung des Bundesgerichtshofs ist ein Leitsatz dann als amtlich anzusehen, wenn er dem Spruchkörper als eine von ihm stammende Zusammenfassung seiner Entscheidung zuzuordnen ist.:147 Praktisch bedeutet das, dass i. d. R. der Berichterstatter des Spruchkörpers das Urteil redigiert, mit einem Leitsatz versieht und nach Billigung durch den Spruchkörper auch einem Publikationsorgan zur kommerziellen Nutzung in einer Leitsatzkartei gegen Honorar zur Verfügung stellt. Das bedeutet aber nicht zwingend, dass der Leitsatz den Inhalt des Urteils korrekt wiedergibt. Nicht vom Gericht selbst formulierte Leitsätze werden als nicht amtlich gekennzeichnet.

## Historische Entwicklung
Leitsätze entstanden in den internen Spruchrepertorien der obersten Gerichte. Solche Spruchrepertorien wurden beim Geheimen Obertribunal Preußens 1836 eingeführt.
Für das deutsche Reichsgericht gab es Leitsätze in dessen nur für den internen Gebrauch bestimmtem Nachschlagewerk (für Zivilsachen ab 1909, für Strafsachen ab 1924). Ansonsten wurden den Entscheidungen auch in den Sammlungen RGZ und RGSt nur leitsatzartige Fragen oder Themenangaben vorangestellt. Ende der 1930er-Jahre gingen dann die Strafsenate des Reichsgerichts (anders als die Zivilsenate) dazu über, rechtssatzförmige Leitsätze zu veröffentlichen. In den Entscheidungssammlungen des Obersten Gerichtshofs für die Britische Zone und des Bundesgerichtshofs gab es dann auch für die zivilrechtlichen Entscheidungen Leitsätze.
In Österreich wurde 1872 die bei Manz erscheinende Gerichts-Zeitung damit beauftragt, die im Judicatenbuch und im Spuchrepertorium des Obersten Gerichtshofs verzeichneten Rechtssätze mitsamt Entscheidungstext zu veröffentlichen. Bald erfolgte die Publikation auch in Form neuer Entscheidungssammlungen. Die Rechtssätze wurden von Sekretären des Obersten Gerichtshofs redigiert; hieraus ging sein Evidenzbüro hervor. Später erhielten auch der Verwaltungsgerichtshof und der Verfassungsgerichtshof ein Evidenzbüro.
Das schweizerische Bundesgericht veröffentlicht seit den 1920er/30er-Jahren mit jeder Entscheidung Regesten in den drei Sprachen Deutsch, Französisch und Italienisch; die Entscheidungstexte werden amtlich in der Regel nur in der Sprache des kantonalen Ausgangsverfahrens publiziert. Ist Ausgangssprache Rätoromanisch (Rumantsch Grischun), so gibt es seit 1996 auch eine Regeste in dieser Sprache, und der Text wird zusätzlich ins Deutsche übersetzt.
Wenn ein Fall eine Rechtsfrage aufwirft, deren Beantwortung im Leitsatz nicht abschließend wiedergegeben wird, ist auch heute noch eine ergebnisoffene Formulierung üblich. Diese hat indes nicht mehr die Form einer Frage, sondern greift auf eine Formulierung mit „zu“ zurück, etwa: „Zu den Anforderungen der Nichtigkeit eines Franchisevertrages wegen sittenwidriger Knebelung“.

## Urheberrecht
Der deutsche § 5 Abs. 1 UrhG nimmt amtlich verfasste Leitsätze zu Entscheidungen ebenso wie die Entscheidungen selbst vom Urheberrechtsschutz aus. Maßgeblich für die Beurteilung eines Leitsatzes als amtlich verfasst ist, ob dieser dem Spruchkörper als von ihm stammende Zusammenfassung seiner Entscheidung zuzuordnen ist. Dies ist regelmäßig dann anzunehmen, wenn der Leitsatz von einem Mitglied des Spruchkörpers formuliert und veröffentlicht wurde, unabhängig davon, ob es dazu dienstlich verpflichtet war. Gemeinfrei sind auch von einer gerichtlichen Dokumentationsstelle abgefasste Orientierungssätze. Demgegenüber können nichtamtlich verfasste Leitsätze gerichtlicher Entscheidungen als deren Bearbeitungen wie selbständige Werke gemäß § 3 UrhG geschützt sein.
Zur Rechtslage bei amtlichen Werken in Österreich § 7 Urheberrechtsgesetz, in der Schweiz Art. 5 URG.
Umstritten ist, ob die Ausnahmeregelung zum Urheberrecht für amtliche Werke auch für das Datenbankherstellerrecht an amtlichen Datenbanken gilt.